# 青木賢児
青木 賢児（あおき けんじ、1932年12月19日 - 2023年8月1日）は、元日本放送協会 (NHK) 理事。

## プロフィール
宮崎市出身。

### 学歴
- 宮崎県立宮崎大宮高等学校卒業[1]
- 東京大学文学部卒業[1]

### 職歴
1957年（昭和32年）、NHKに入局。同局在籍時には、30年あまりにわたってドキュメンタリー番組のプロデューサーを務め、『現代の映像』『明治の群像』『NHK特集』などの制作に携わった。そして報道局次長、報道番組部長、放送総局長、NHK専務理事、1991年にはNHK交響楽団理事長を務めた。
NHKを退局後、1993年（平成5年）より宮崎県立芸術劇場館長を、2014年より名誉館長を務めた。1996年に宮崎国際音楽祭を初めて開催し、プロデューサー・徳永二男と共に総監督を2010年まで務めた。その功績により1995年に宮崎日日新聞賞特別賞、2006年に宮崎県文化賞、2009年（平成21年）には新日鉄音楽賞の特別賞を受賞した。
2023年8月1日午前7時42分、宮崎市の老人ホームで死去。90歳没。

## 関連ビデオ
- DVD宮崎この人 no.38 ジャーナリスト青木賢児（発行：宮崎この人企画 / 撮影・編集：森川紘忠 / 監修：倉迫一朝 / 出演：青木賢児）[2]